# If you…
『If you…』（イフユー）は、May'nの2枚目のオリジナルアルバム。2011年2月23日にflying DOGから発売された。

## 概要
約1年3か月ぶりのリリースとなるオリジナルアルバムで、前作『Styles』同様、トータルプロデューサーに鷺巣詩郎を迎えている。
2010年にリリースされた「Ready Go!」、「シンジテミル」とアルバムオリジナル楽曲を含む全12曲を収録。また、「もしも君が願うのなら」は本作のリード曲であり、PVも製作されている。
初回限定版には「もしも君が願うのなら」「Ready Go!」「シンジテミル」のミュージッククリップを収録したDVDと、3月21日に都内で開催された3!2!1!May'n! 発売記念イベントの応募はがきが封入。
12曲目の「Phonic Nation」は、自身初となるドキュメンタリー映画『May'n THE MOVIE -Phonic Nation-』の主題歌となっている。

## 批評
『CDジャーナル』は、「『音楽で世界を繋ぐ』というMay'nのメッセージが込められており、全体的に勢いがある楽曲が収録されている。」と批評した。

## 収録曲
CD
| #         | タイトル                 | 作詞       | 作曲           | 編曲               | 時間  |
| --------- | ------------------------ | ---------- | -------------- | ------------------ | ----- |
| 1.        | 「Disco☆Galaxxxy」       | 藤林聖子   | K-Muto & ZOOCO | K-Muto             | 5:09  |
| 2.        | 「ユズレナイ想ヒ」       | 岩里祐穂   | 本間昭光       | 本間昭光           | 4:21  |
| 3.        | 「シンジテミル」         | 岩里祐穂   | 鷺巣詩郎       | CHOKKAKU・鷺巣詩郎 | 4:10  |
| 4.        | 「もしも君が願うのなら」 | 藤林聖子   | 鷺巣詩郎       | CHOKKAKU・鷺巣詩郎 | 4:58  |
| 5.        | 「HERO」                 | 渡邉睦月   | 田中秀典       | 大西省吾           | 3:53  |
| 6.        | 「O -Zero-」             | 為岡そのみ | イケガミキヨシ | イケガミキヨシ     | 4:47  |
| 7.        | 「Ready Go!」            | 中嶋ユキノ | 本間昭光       | 本間昭光           | 4:26  |
| 8.        | 「My Lovely Thing」      | 松尾潔     | 鷺巣詩郎       | 鷺巣詩郎           | 5:20  |
| 9.        | 「モザイカ」             | May'n      | May'n          | 松下昇平           | 4:09  |
| 10.       | 「Swan」                 | 真名杏樹   | 田中秀典       | 横山裕章           | 4:32  |
| 11.       | 「愛は降る星のごとく」   | 岩里祐穂   | 鷺巣詩郎       | 鷺巣詩郎           | 6:39  |
| 12.       | 「Phonic Nation」        | May'n      | May'n          | CHOKKAKU・鷺巣詩郎 | 5:40  |
| 合計時間: | 合計時間:                | 合計時間:  | 合計時間:      | 合計時間:          | 58:04 |

DVD
| #  | タイトル                                                                | 作詞 | 作曲・編曲 |
| -- | ----------------------------------------------------------------------- | ---- | ---------- |
| 1. | 「もしも君が願うのなら」(Music Video)                                   |      |            |
| 2. | 「Ready Go!」(Music Video)                                              |      |            |
| 3. | 「シンジテミル」(Music Video)                                           |      |            |
| 4. | 「PSP用ソフト「戦場のヴァルキュリア3」」(オープニングアニメ (映像特典)) |      |            |

### タイアップ
「ユズレナイ想ヒ」
MBS・TBS系アニメ『戦国BASARA弐』挿入歌。
「シンジテミル」
映画『インシテミル 7日間のデス・ゲーム』主題歌。
「もしも君が願うのなら」
戦場のヴァルキュリアの世界観や、キャラクターの未来を変えなければいけないといった想いが歌詞に込められている。PVでは自身初となる野外撮影に挑んでおり、森の中を歩くシーンが登場するなど、戦場のヴァルキュリアを意識した造りになっている。
PSPゲーム『戦場のヴァルキュリア3』主題歌。
「Ready Go!」
テレビアニメ『オオカミさんと七人の仲間たち』オープニングテーマ。
「My Lovely Thing」
3rdシングル 『シンジテミル』c/w。
「モザイカ」
強い女性をイメージして曲を作ったとのこと。
「愛は降る星のごとく」
テレビアニメ『最強武将伝・三国演義』前期エンディングテーマ。
「Phonic Nation」
映画『May'n THE MOVIE -Phonic Nation-』主題歌。